# ریچارد توکر
ریچارد توکر (انگلیسی: Richard Tucker؛ ۲۸ اوت ۱۹۱۳ – ۸ ژانویهٔ ۱۹۷۵) یک خواننده اپرا، نوازنده، و خواننده اهل ایالات متحده آمریکا بود.
از فیلم‌ها یا برنامه‌های تلویزیونی که وی در آن نقش داشته است می‌توان به خواننده جاز، زحمت را کم کن اشاره کرد.